# Radamel Falcao
Radamel Falcao García Zárate, kolumbijski nogometaš, * 10. februar 1986, Santa Marta, Kolumbija. 
Svojo kariero je začel pri kolumbijskem drugoligašu Lanceros Boyacá in odigral prvo tekmo za ta klub pri vsega 13 letih in 199 dneh starosti.Ko je igral za Porto in Atletico je veljal za enega najboljših nogometašev na svetu, v Porto je prestopil iz River Platea. Leta 2013 je prestopil v Monaco, leto pozneje pa je šel na posojo k Manchester Unitedu. Naslednjo sezono je bil na posoji pri Chelseaju. Sedaj igra za Rayo Vallecano.

## Uspehi

### Osebni
- Taça de Portugal najbolši strelec prvenstva (1 x): 2009–10
- Portugalska zlata žoga (1 x): 2010–11
- UEFA Super Pokal Igralec tekme (1 x): 2012

### Klubski
River Plate  
- Argentinska Primera División (1): 2008

Porto  
- Primeira Liga (PRVAK): 2010–11
- Portugalski pokal (2): 2009–10, 2010–11
- Portugalski Superpokal (2): 2010, 2011
- UEFA Evropska Liga : 2010–11

Atlético Madrid  
- Copa del Rey (1): 2012–13
- UEFA Evropska liga (1): 2011–12
- UEFA Super Cup (1): 2012

### Reprezentančni
Kolumbija  
- Južnoameriško mladinsko prvenstvo U-20 (PRVAKI): 2005